# Halupove, Rozdilna
Halupove (în ucraineană Галупове) este un sat în comuna Țebrîkove din raionul Rozdilna, regiunea Odesa, Ucraina.

## Demografie
Componența lingvistică a localității Halupove
     Ucraineană (100%)
Conform recensământului din 2001, toată populația localității Halupove era vorbitoare de ucraineană (100%).